# Вовча зграя «Прін»
Вовча зграя «Прін» (нім. Wolfpack Prien) — тактична група німецьких підводних човнів, так звана «вовча зграя», що діяла з 12 до 17 червня 1940 року на маршрутах руху союзних конвоїв під час битви за Атлантику в Другій світовій війні. Група складалася з семи підводних човнів і за визначений час потопила п'ять транспортних суден противника (40 494 тонн).

## Історія
На початку червня 1940 року до Атлантики була спрямована друга хвиля підводних човнів, для проведення атак на транспортні конвої союзників. Разом з цим серед спеціалістів з тієї теми в історії війни на морі у 1939—1945 роках немає єдиного порозуміння, які розвивалися події. За даними військового історика Рохвера, фахівця по німецьких підводних човнах часів Другої світової, стверджував, що в період з 12 до 15 червня сім ПЧ U-25, U-28, U-30, U-32, U-38, U-47 та U-51 вирушили у бойовий похід проти конвою HX 47, який був виявлений німецькою військово-морською розвідкою. Тактична група носила ім'я командира U-47 корветтен-капітана Гюнтера Пріна. Водночас, за даними іншого історика німецьких субмарин Блера, друга хвиля складалася з дев'яти човнів, що утворювали серію окремих патрулів; згадуючи групу з п'яти, встановлену як пастку для суден, що евакуювали війська з Норвегії, та детально описуючи «вовчу зграю Розінга», він взагалі не посилається на «групу Прін». Шоуелл перераховує сім човнів, згаданих Рохвер, але називає їх «вовчою зграєю».
Вовча зграя «Прін» була цілеспрямована направлена для нападу на конвой HX 47 на шляху з Галіфаксу до Ліверпуля. У період з 12 по 17 червня німецькі човни були на комунікаційних шляхах від північної Шотландії до Південно-Західних підходів. 14 червня два човни (U-38 та U-47) виявили судна HX 47, на південь від Ірландії. Атакуючи окремо, вони потопили три кораблі конвою, а решта пливли самостійно. 13 червня U-25 корветтен-капітана Гайнца Бедуна знайшов і потопив британський допоміжний крейсер «Скотстоун» (17 046 тонн), один з найбільших кораблів, потоплених ПЧ у війні, у Південно-західних підходах, на захід від Скай. До 17 червня всі човни були у західній частині Біскайської затоки.

### Список ПЧ вовчої зграї «Прін»
| U-Boot | Командир        | З              | До             |
| U-25   | Гайнц Бедун     | 12 червня 1940 | 17 червня 1940 |
| U-28   | Гюнтер Кунке    | 12 червня 1940 | 17 червня 1940 |
| U-30   | Фріц-Юліус Лемп | 15 червня 1940 | 17 червня 1940 |
| U-32   | Ганс Єніш       | 12 червня 1940 | 17 червня 1940 |
| U-38   | Генріх Лібе     | 12 червня 1940 | 17 червня 1940 |
| U-47   | Гюнтер Прін     | 12 червня 1940 | 17 червня 1940 |
| U-51   | Дітріх Кнорр    | 12 червня 1940 | 17 червня 1940 |

### Перелік затоплених вовчою зграєю «Прін» суден та кораблів
| Дата           | U-Boot | Командир    | Назва судна (корабля) | Водотоннажність (брт) | Належність                              | Конвой       | Прим. |
| 13 червня 1940 | U-25   | Гайнц Бедун | «Скотстоун»           | 17 046                | Військово-морські сили Великої Британії |              |       |
| 14 червня 1940 | U-47   | Гюнтер Прін | SS Balmoralwood       | 5 834                 | Велика Британія                         | конвой HX 47 |       |
| 14 червня 1940 | U-38   | Генріх Лібе | SS Mount Myrto        | 5 403                 | Греція                                  |              |       |
| 15 червня 1940 | U-38   | Генріх Лібе | SS Erik Boye          | 2 238                 | Канада                                  | конвой HX 47 |       |
| 15 червня 1940 | U-38   | Генріх Лібе | MV Italia (1939)      | 9 973                 | Норвегія                                | конвой HX 47 |       |